# Ноле (кантон)
Ноле (фр. Nolay) — кантон во Франции, находится в регионе Бургундия. Департамент кантона — Кот-д’Ор. Входит в состав округа Бон. Население кантона на 2006 год составляло 6333 человека.
Код INSEE кантона — 2123. Всего в кантон Ноле входят 17 коммун, из них главной коммуной является Ноле.

## Коммуны кантона
- Обиньи-ла-Ронс — население 161 чел.
- Бобиньи — население 266 чел.
- Шассань-Монраше — население 396 чел.
- Кормо-ле-Гран — население 142 чел.
- Корпо — население 1033 чел.
- Иври-ан-Монтань — население 189 чел.
- Жур-ан-Во — население 94 чел.
- Ла-Рошпо — население 278 чел.
- Молино — население 152 чел.
- Ноле — население 1468 чел.
- Пюлиньи-Монраше — население 431 чел.
- Сент-Обен — население 266 чел.
- Сен-Ромен — население 243 чел.
- Сантене — население 847 чел.
- Сантос — население 46 чел.
- Тюри — население 283 чел.
- Вошиньон — население 38 чел.